# Muscolo obliquo esterno
Il muscolo obliquo esterno dell'addome è uno dei muscoli larghi che contribuiscono a formare la parete addominale.
È quello posto più in superficie ed il più grande dell'addome.

Si origina dalle ultime otto coste, dalle loro facce esterne ed i margini inferiori. Di qui, allargandosi a ventaglio si porta medialmente ed in basso.
La sua aponeurosi contribuisce, incontrando quella del muscolo omologo dell'altro lato a formare la linea alba. In alto si inserisce sul processo xifoideo dello sterno, in basso sulla cresta iliaca, sull'osso iliaco, sul tubercolo pubico. 

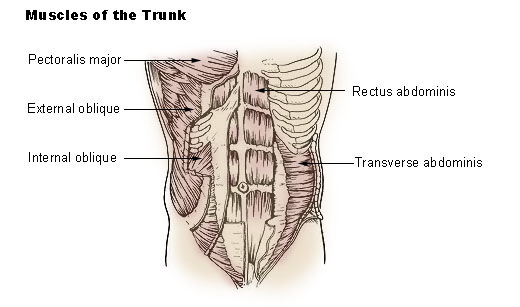
Parete addominale

Posteriormente con il suo margine laterale contribuisce a delimitare il triangolo del Petit, sede di ernie addominali.
È innervato dai nervi intercostali, da T7 a T11, dal nervo sottocostale (T12) ed in basso riceve fibre dal nervo ileo-inguinale dal nervo ileo-ipogastrico.
La sua contrazione ha effetto sulla parete addominale e sulla gabbia toracica, contribuendo alla dinamica respiratoria.